# Jess Fishlock
Jess Fishlock és una migcampista de futbol internacional amb 87 internacionalitats i 28 gols per Gal·les. Ha jugat a les lligues d'Anglaterra, els Països Baixos, Austràlia, els Estats Units i Alemanya.

## Trajectòria
| Temporades                    | Club | Selecció (fases finals) | Títols                                                |
| ----------------------------- | --- | ----------------------- | ----------------------------------------------------- |
|                               | Cardiff City |                         |                                                       |
| 07/08                         | Bristol Academy |                         |                                                       |
| 08/09 - 10/11                 | AZ Alkmaar |                         | 2 Lligues                                             |
| 2011 - 2012                   | Bristol Academy |                         |                                                       |
| 12/13                         | Melbourne Victory |                         |                                                       |
| 2013 - act. 13/14 14/15 15/16 | Seattle Reign · Glasgow City (cessió) · Melbourne Victory (cessió) · 1.FFC Frankfurt (cessió) · Melbourne City (cessió) |                         | 0 1 Lliga, 1 Copa 1 Lliga 1 Lliga de Campions 1 Lliga |